# Daun Kennedy
Daun Kennedy, pseudonimo di Carmen Kennedy (Seattle, 13 novembre 1922 – Magalia, 12 agosto 2002), è stata un'attrice e modella statunitense.

## Biografia
Nata a Seattle, dopo il divorzio dei genitori si trasferì con la madre a Los Angeles, dove trovò lavoro come fattorino della RKO. Notata per la sua bellezza, le fu offerto un contratto d'attrice e Daun debuttò nel 1943 con Gildersleeve on Broadway, un film della serie dell'investigatore Gildersleeve reso popolare dalla radio. Fu il primo di venticinque film interpretati nell'arco di cinque anni: in quasi tutti Daun Kennedy si limitò a una partecipazione. 
Fecero eccezione soltanto il western a basso costo The Royal Mounted Rides Again, di Lewis D. Collins, e il film in costume L'erede di Robin Hood, di Derwin Abrahams, nei quali è la protagonista femminile. Va ricordato che nel film del 1946 Bowery Bombshell, diretto da Phil Karlson, Daun Kennedy canta la canzone I Love Him di Lou e Ruth Herscher.
Daun Kennedy fu anche una popolare pin-up e fu chiamata Miss Iceberg Warmer e Miss Optometrists. Lasciato il cinema, nel 1954 sposò una sua vecchia fiamma, Fred L. McDowell (1916-1960), un tecnico della RKO, ed ebbero due figlie. 

## Filmografia parziale
- Gildersleeve on Broadway (1943)
- Se non ci fossimo noi donne (1943)
- Varietà (1944)
- L'azione continua (1944)
- Le sorprese dell'amore (1944)
- Salomè (1945)
- The Royal Mounted Rides Again (1945)
- Questo nostro amore (1945)
- Bowery Bombshell (1946)
- Uno scandalo a Parigi (1946)
- Sangue ardente (1946)
- L'erede di Robin Hood (1946)
- Jiggs and Maggie in Society (1947)